# Pau (Italien)
 For alternative betydninger, se Pau (flertydig). (Se også artikler, som begynder med Pau)
Pau (sardisk: Pàu) er en by og en kommune (comune) i provinsen Oristano i regionen Sardinien i Italien. Byen ligger i 315 meters højde og har 300 indbyggere (2016). Kommunen har et areal på 13,82 km² og grænser til kommunerne Ales, Palmas Arborea, Santa Giusta og Villa Verde.